# Otiophora multicaulis
Otiophora multicaulis är en måreväxtart som beskrevs av Bernard Verdcourt. Otiophora multicaulis ingår i släktet Otiophora och familjen måreväxter. Inga underarter finns listade i Catalogue of Life.